# Eta Scorpii
Eta Scorpii (η Scorpii, förkortat Eta Sco, η Sco), som är stjärnans Bayerbeteckning, är stjärna av typ F belägen i södra delen av stjärnbilden Skorpionen. Den har en skenbar magnitud på 3,33 och är en av de ljusaste medlemmarna av stjärnbilden. Baserat på parallaxmätningar har det beräknats att den befinner sig på ett avstånd av ca 73,5 ljusår (ca 22,5 parsek) från solen med en felmarginal på 0,4 procent.

## Egenskaper
Spektralklassificeringen av Eta Scorpii har genomgått viss översyn över tiden, med stjärnan klassificerad som allt från en stjärna i huvudserien av typ F till en jättestjärna. År 2006 gav NStars-programmet den klass F5 IV, där luminositetsklassen "IV" anger att den är en underjätte som förbrukar väteförrådet i dess kärna och är på väg att utvecklas till en jättestjärna. Den har cirka 175% av solens massa med en uppskattad ålder på 1,1 miljarder år. Stjärnan avger omkring 18 gånger solens utstrålning från dess yttre atmosfär vid en effektiv temperatur av 6 519 K. Det är denna värme som ger den en gulvit färg som är typisk för en stjärna av typ F.
Eta Scorpii roterar snabbt, med en projicerad rotationshastighet på 150 km/s. Detta medför att stjärnan roterar ett varv kring sin axel på mindre än ett dygn. Den är en källa för röntgenstrålning med sin stjärnkorona, som ger en röntgenljusstyrka på 4,4 × 1028 ergs/s. År 1991 identifierades den som en möjlig bariumstjärna, eftersom den visar ett ökat överflöd av elementet barium i dess spektrum. Sammanfattningsvis överensstämmer överflödigheten av andra element än väte och helium, vilket astronomer betecknar som stjärnans metallicitet, med överflödet i solen.